# Valérie Mairesse
Valérie Mairesse (Parigi, 8 giugno 1954) è un'attrice francese.

## Filmografia parziale

### Cinema
- I baroni della medicina (7 morts sur ordonnance), regia di Jacques Rouffio (1975)
- Dai sbirro (Adieu poulet), regia di Pierre Granier-Deferre (1975)
- Calmos, regia di Bertrand Blier (1976)
- Infedelmente tua (On aura tout vu!), regia di Georges Lautner (1976)
- Tre simpatiche carogne (René la canne), regia di Francis Girod (1977)
- L'une chante l'autre pas, regia di Agnès Varda (1977)
- Repérages, regia di Michel Soutter (1977)
- Un si joli village (Un si joli village...), regia di Etienne Périer (1979)
- C'est pas moi, c'est lui, regia di Pierre Richard (1980)
- L'ombrello bulgaro (Le coup du parapluie), regia di Gérard Oury (1980)
- Due ore meno un quarto avanti Cristo (Deux heures moins le quart avant Jésus-Christ), regia di Jean Yanne (1982)
- Banzai (Banzaï), regia di Claude Zidi (1983)
- La triche, regia di Yannick Bellon (1984)
- Sacrificio (Offret), regia di Andrei Tarkovsky (1986)
- Les frères Pétard, regia di Hervé Palud (1986)
- Piccoli delitti veneziani (Rouge Venise), regia di Etienne Périer (1989)
- Les secrets professionnels du Docteur Apfelgluck, registi vari (1991)
- La vie ne me fait pas peur, regia di Noémie Lvovsky (1999)
- Omicidio in paradiso (Un crime au paradis), regia di Jean Becker (2001)
- Un couple épatant, regia di Lucas Belvaux (2002)
- Chacun sa nuit, regia di Pascal Arnold e Jean-Marc Barr (2006)
- Michou d'Auber, regia di Thomas Gilou (2007)
- Enfin veuve, regia di Isabelle Mergault (2007)
- Musée haut, musée bas, regia di Jean-Michel Ribes (2008)
- Tu seras mon fils, regia di Gilles Legrand (2011)
- Brèves de comptoir, regia di Jean-Michel Ribes (2014)
- À 2 heures de Paris, regia di Virginie Verrier (2018)

### Televisione
- Compagni di strada (Les camarades) - miniserie TV, 3 episodi (2007)
- Sa raison d'être - film TV (2008)
- Nouvelle Maud - serie TV, 12 episodi (2010-2012)
- Avis de Tempête - film TV (2020)